# Noémie Hudebine
Noémie Hudebine (Lydie Vellard après son mariage) est une supercentenaire française née le 18 mars 1875 à Rozières-en-Beauce (Loiret) et morte le 17 septembre 1989 à Saint-Sigismond (Loiret). 
Elle fut vice-doyenne de l'humanité, derrière Jeanne Calment (1875-1997), entre le 11 janvier 1988 et sa mort survenue l'année suivante. Elle fut également à ce titre vice-doyenne des français.

## Biographie

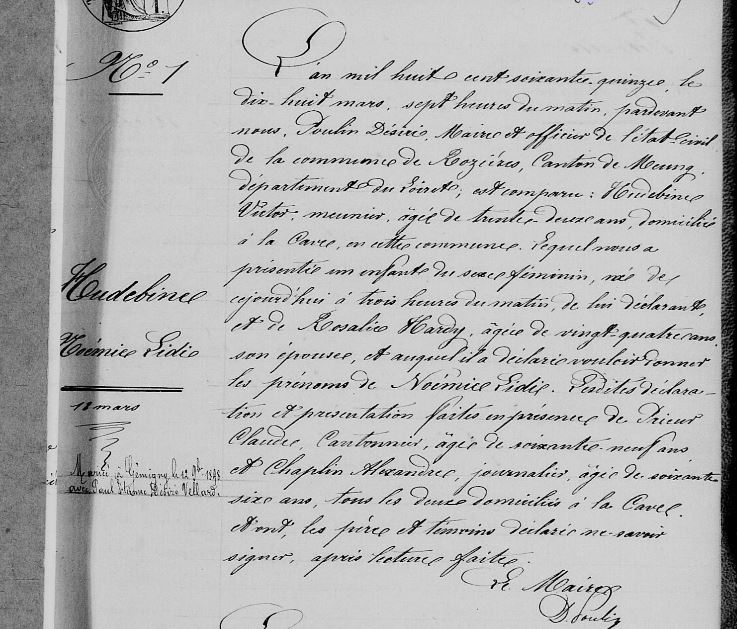
1875.03.18 - Acte de naissance de Noémie Lidie Hudebine.

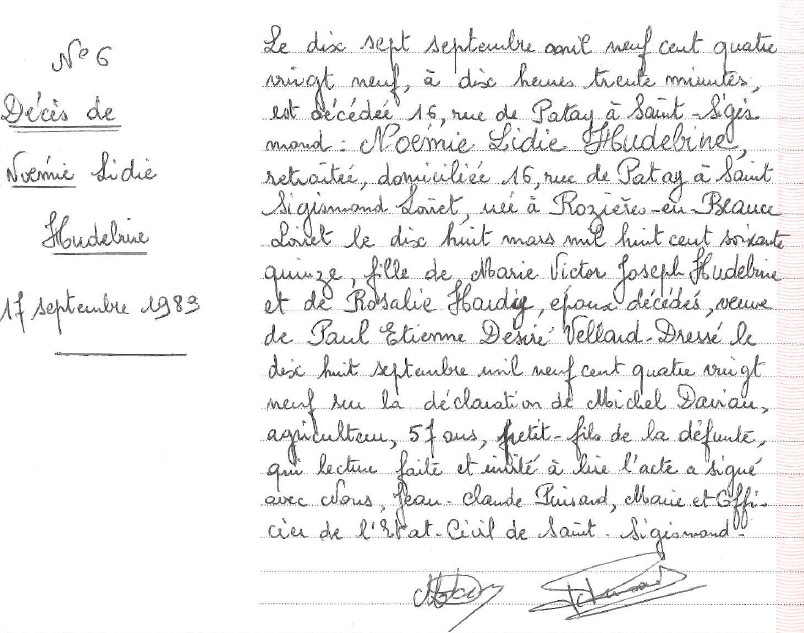
1989.09.17 - Acte de décès de Noémie Lidie Hudebine

Noémie Lidie Hudebine naît le 18 mars 1875 à Rozières-en-Beauce dans le département du Loiret.
Le 12 novembre 1898 à Gémigny (commune du Loiret), elle épouse Paul-Étienne-Désiré Vellard. De ce mariage, naît une fille : Marguerite Pauline Rosalie Vellard (Saint-Sigismond 29 janvier 1900 - Orléans 2 mars 1998).
À l'âge de 23 ans, elle s'installe dans la commune de Saint-Sigismond (Loiret). Cultivatrice aux côtés de son mari Paul et de sa fille Marguerite, elle vit tout le restant de sa vie dans ce village où elle meurt le 17 septembre 1989 à l'âge de 114 ans et 183 jours. 
Elle est en 2021 la 100e personne parmi les cent personnes mortes les plus âgées dont l'âge est avéré.